# Britische Unterhauswahl 1970
| Regierung (330): Conservative 330 |  | Opposition (299): Labour 287 Liberal 6 Unity 2 SNP 1 ILab 1 RLP 1 PUP1 |
| Speaker 1                         |  |                                                                        |

Zusammensetzung:

Die britische Unterhauswahl 1970 fand am 18. Juni 1970 statt. Bei der Wahl wurden die Abgeordneten für das Unterhaus (House of Commons) neu bestimmt. Wahlsieger wurde die Conservative Party mit 46,4 Prozent der Stimmen. Sie erreichte mit 330 von 630 Sitzen die absolute Mehrheit. Wahlverlierer hingegen war die bisher regierende Labour Party. Sie musste den größten Stimmenverlust bei der Wahl hinnehmen und verlor dadurch ihre bisherige absolute Mehrheit. Nach der Wahl wurde Harold Wilson als Premierminister durch Edward Heath ersetzt.

## Vorgeschichte
Die Labour Party führte seit 1964 unter Harold Wilson die Regierung. Bei der Wahl 1966 wurde Wilson mit einer deutlichen Mehrheit im Amt bestätigt, woraufhin er eine zweite Regierung bilden konnte. Die zweite Amtszeit war dann jedoch durch wirtschaftliche Schwierigkeiten und die Abwertung des Pfunds geprägt. Als sich die Lage zu verbessern schien, rief Wilson Wahlen aus. Vor der Wahl sagten alle Umfragen einen Sieg der Labour Partei, mit teils deutlichen Vorsprung voraus.

## Wahlsystem
Gewählt wurde nach dem einfachen Mehrheitswahlsystem. Eine Sperrklausel gab es nicht.

## Wichtige Parteiführer

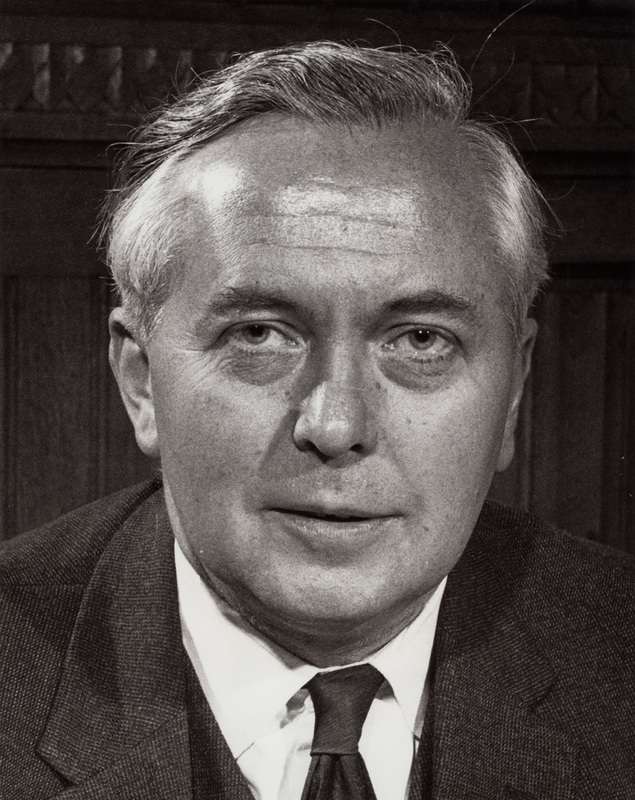
Premierminister Harold Wilson (Labour)
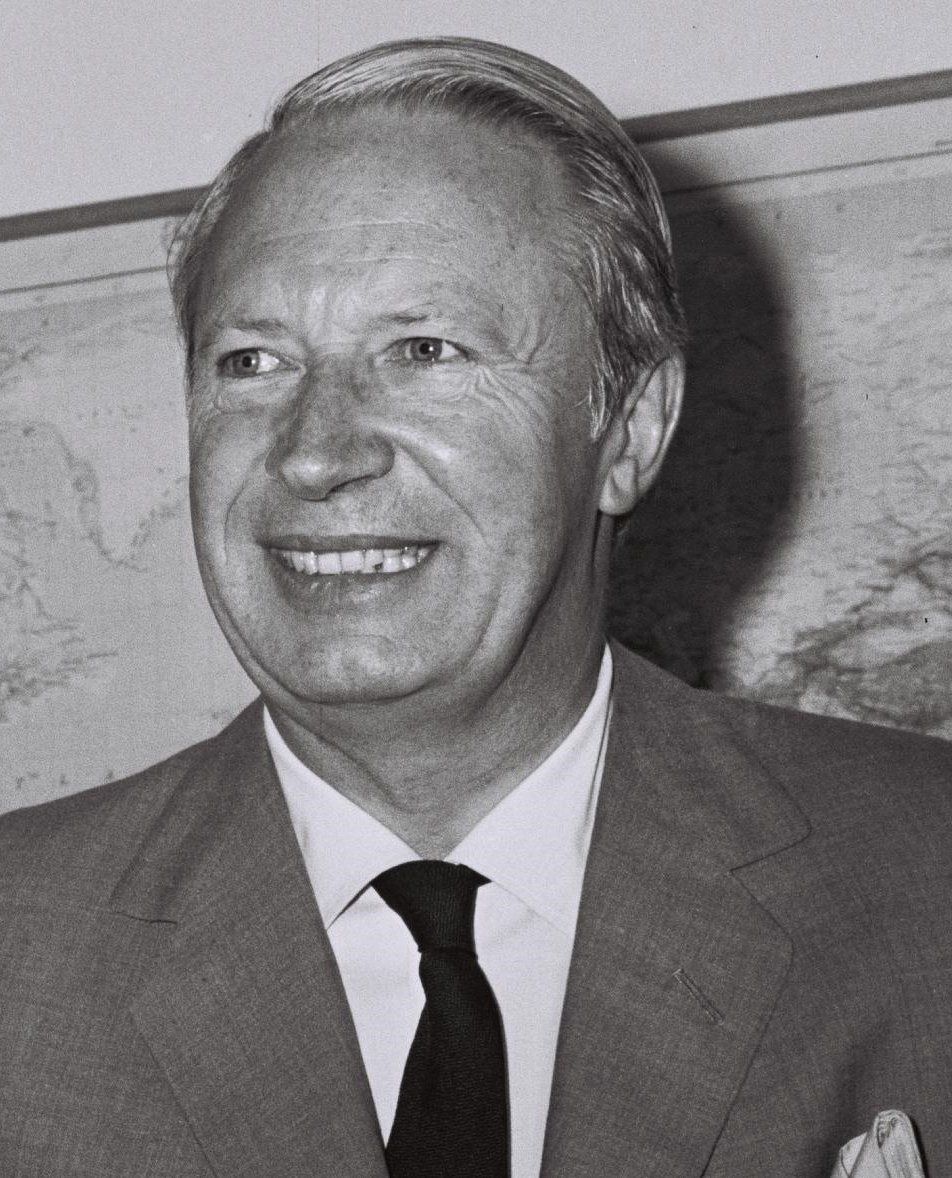
Oppositionsführer Edward Heath (Conservatives)
Member of Parliament Jeremy Thorpe (Liberal)

## Wahlergebnis

Ergebnisse nach Wahlkreisen. Die Farben entsprechen der nebenstehenden Tabelle.

| Partei          | Partei                                       | Stimmen    | Stimmen | Stimmen | Sitze  | Sitze |
| Partei          | Partei                                       | Anzahl     | %       | +/−     | Anzahl | +/−   |
| --------------- | -------------------------------------------- | ---------- | ------- | ------- | ------ | ----- |
|                 | Conservative Party                           | 13.145.123 | 46,4    | +5,1    | 330    | +80   |
|                 | Labour Party                                 | 12.208.758 | 43,1    | −5,0    | 288    | −76   |
|                 | Liberal Party                                | 2.117.035  | 7,5     | −1,1    | 6      | −6    |
|                 | Scottish National Party                      | 306.802    | 1,1     | +0,6    | 1      | +1    |
|                 | Plaid Cymru                                  | 175.016    | 0,6     | +0,4    | −      | −     |
|                 | Unity                                        | 140.930    | 0,5     | +0,5    | 2      | +2    |
|                 | Unabhängige                                  | 39.264     | 0,1     | −       | −      | −     |
|                 | Communist Party of Great Britain             | 37.970     | 0,1     | −0,1    | −      | −     |
|                 | Protestant Unionist Party                    | 35.303     | 0,1     | +0,1    | 1      | +1    |
|                 | Republican Labour Party                      | 30.649     | 0,1     | −       | 1      | −     |
|                 | Unabhängige Labour                           | 24.685     | 0,1     | −       | 1      | −     |
|                 | Unabhängige Konservative                     | 24.014     | 0,1     | −       | −      | −     |
|                 | Democratic Party (UK)                        | 15.292     | 0,1     | −       | −      | −     |
|                 | National Democratic Party (UK)               | 14.276     | 0,1     | +0,1    | −      | −     |
|                 | British National Front                       | 11.449     | 0,0     | −       | −      | −     |
|                 | National Democratic Party (Northern Ireland) | 10.349     | 0,0     | −       | −      | −     |
|                 | Sonstige                                     | 7.883      | 0,0     | −       | −      | −     |
|                 | Gesamt                                       | 28.344.798 | 100,0   |         | 630    |       |
| Wahlberechtigte | Wahlberechtigte                              | 39.342.013 |         |         |        |       |
| Wahlbeteiligung | Wahlbeteiligung                              | 72,1 %     |         |         |        |       |
| Quelle:         |                                              |            |         |         |        |       |

1. ↑  einschließlich des Speakers of the House

## Nach der Wahl
Nach dem überraschenden Wahlsieg der Conservative Party musste Harold Wilson als Premierminister zurücktreten, Edward Heath wurde sein Nachfolger. Die folgende Regierungszeit der Konservativen war geprägt durch eine anhaltend schlechte wirtschaftliche Lage, den EG-Beitritt des Landes und Auseinandersetzungen zwischen der Regierung und den Gewerkschaften. Heath setzte Wahlen für den Februar 1974 an, um sich ein neues Mandat für die Auseinandersetzungen mit den Gewerkschaften zu holen. Die Wahlen resultierten in einem hung parliament.